# Pyrinia megara
Pyrinia megara là một loài bướm đêm trong họ Geometridae.